# Ginnaton

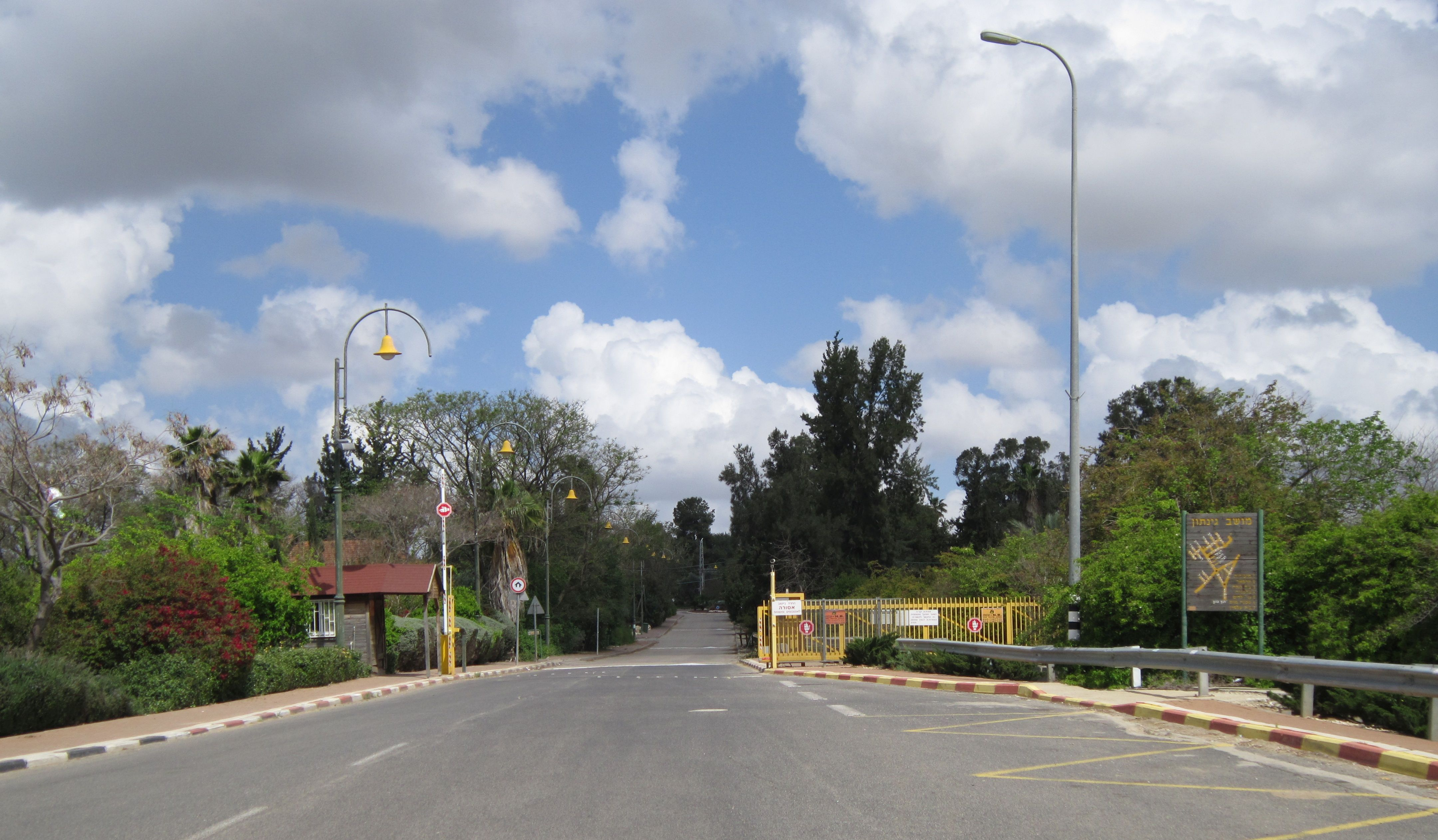
Brama wjazdowa do moszawu

Ginnaton (hebr. גנתון) – moszaw położony w Samorządzie Regionu Chewel Modi’in, w Dystrykcie Centralnym, w Izraelu.

## Położenie
Leży na wschód od miasta Lod i na południowy wschód od międzynarodowego portu lotniczego im. Ben-Guriona, w otoczeniu moszawów Chadid, Ben Szemen, Kerem Ben Szemen i wioski Ben Szemen.

## Historia
Pierwotnie była tutaj arabska wioska Jindas, której mieszkańcy uciekli podczas I wojny izraelsko-arabskiej w 1948.
Moszaw został założony w 1949 przez imigrantów z Bułgarii. Później osiedlili się tutaj imigranci z Afryki Północnej, Węgier, Rumunii i Iranu. Nazwa została zaczerpnięta z Księgi Nehemiasza 10:7

Daniel, Ginneton, Baruch

## Gospodarka
Gospodarka moszawu opiera się na intensywnym rolnictwie. Dodatkowo znajduje się tutaj firma Shefa Tor Ltd. przygotowująca kosze ze spożywczymi prezentami, takimi jak słodycze i czekolady. W branży samochodowej działa firma Yahal Elad Israel Supply Ltd., dostarczająca części zapasowe do różnych marek samochodów.

## Komunikacja
Na południe od moszawu przebiega droga nr 443, którą jadąc na zachód dojeżdża się do moszawu Ben Szemen, skrzyżowania z drogą ekspresową nr 40 (Kefar Sawa–Ketura) i następnie do miasta Lod, natomiast jadąc na wschód dojeżdża się do moszawu Kerem Ben Szemen i wioski Ben Szemen, a następnie do dużego węzła drogowego z autostradą nr 1 (Tel Awiw–Jerozolima) i autostradą nr 6.